# Killa Thugs
Killa Thugs — спільний альбом американських реперів Yukmouth та Killa Klump, виданий 17 жовтня 2006 р. лейблами Rex Recordings Inc. і Rah Muzic. У записі платівки взяли участь Pretty Black, Лі Мейджорс, Keak da Sneak, E-40 та ін.

## Список пісень
1. «Ain't No» (з участю Lee Majors) — 4:13
2. «Yada Yada Boyz» (з участю Dee) — 3:50
3. «Get It Poppin» (з участю Pretty Black та Rahmean) — 3:49
4. «Talkin' Bout» (з участю Keak da Sneak та Frank Sticks) — 3:51
5. «Cakin Up» (з участю Pretty Black, Lee Majors та Rahmean) — 3:59
6. «New Circumstances» — 4:18
7. «Talkbout Me» (з участю Pretty Black та Frank Sticks) — 4:02
8. «Boss» (з участю Dee) — 4:18
9. «Gunz Up» — 3:51
10. «Ain't No Love» (з участю Dee) — 4:25
11. «Whip It» (з участю Rick Ross) — 2:49
12. «In tha Closet» (з участю Bart та E-40) — 4:35
13. «Neck Straight» — 4:37
14. «Big Wheels» (з участю Layzie Bone та Young Noble) — 4:42
15. «Fuck Up» (з участю Richie Rich та Tyquan) — 3:56
16. «Untitled» — 3:05